# Fagara mezoneurispinosa
Fagara mezoneurispinosa là một loài thực vật thuộc họ Rutaceae. Đây là loài đặc hữu của rừng mưa nhiệt đới vùng đất thấp của Bờ Biển Ngà.